# نيل فوستر (سياسي)
نيل فوستر (بالإنجليزية: Neal Foster)‏ هو سياسي أمريكي، ولد في 29 مايو 1972. حزبياً، نشط في الحزب الديمقراطي. وقد انتخب عضو مجلس نواب ألاسكا.